# Exoptenomela punctata
Exoptenomela punctata är en skalbaggsart som beskrevs av Waterhouse 1881. Exoptenomela punctata ingår i släktet Exoptenomela och familjen Rutelidae. Inga underarter finns listade i Catalogue of Life.